# Sericosura cochleifovea
Sericosura cochleifovea là một loài nhện biển trong họ Ammotheidae. Loài này thuộc chi Sericosura. Sericosura cochleifovea được miêu tả khoa học năm 1989 bởi Child.